# 1203
Cette page concerne l'année 1203  du calendrier julien. Pour l'année 1203 av. J.-C., voir 1203 av. J.-C.
L'année 1203 est une année commune qui commence un mercredi.

## Événements

### Asie
- Temüjin rompt avec l’Ong-khan des Kereit Toghril. Il échappe à une tentative d’assassinat grâce à la défection de deux serf kereit et doit s'enfuir après sa défaite à la bataille des sables de Qalaqaldjit (été). Ses forces connaissent de nombreuses défections. Mais à la cour de l’Ong-khan, les princes Mongols qui ont abandonné Temüjin, Altan, Daritaï et Koutchar se liguent avec Djamuka contre Toghril. Le complot est déjoué. Altan, Koutchar et Djamuka se réfugient chez les Naïmans, tandis que Daritaï-otchigin se soumet à Temüjin, qui lui pardonne[1].
- Automne : Temüjin fait savoir à Toghril qu’il est prêt à demander la paix, puis l’attaque par surprise et remporte une victoire décisive[1]. Toghril et son fils Nilka-Sengum s’enfuient chez les Naïmans. L’Ong-khan sera tué par erreur par un avant-poste naïman. L'ulus Kereit est intégrée à l'ulus de Temujin[2].

- 16 octobre (le 9e jour du 10e mois du calendrier japonais) : au Japon, Hōjō Tokimasa (1138-1215), issu d’une branche mineure des Taira, devient le régent (shikken) du jeune shogun, Minamoto no Yoriie[3].

### Europe
- 1er janvier : Eudes III de Bourgogne, duc de Bourgogne, renonce aux droits qu'il peut avoir sur la Lorraine du chef de sa mère, Alix de Lorraine[4].
- 2 janvier : Kiev est saccagée par les Coumans alliés de Riourik Rostislavitch. Roman de Galicie-Volhynie se réfugie à Vruchiy (16 février) pour éviter d’affronter Riourik et ses alliés[5].
- 29 janvier : Angers est reprise et pillée par Robert de Tourneham pour le roi Jean sans Terre[6]
- 3 avril : assassinat d’Arthur Ier de Bretagne par Jean sans Terre à Rouen[7]. La Bretagne se soulève et Jean la perd. Lors de l’assemblée réunie à Vannes à la fin de l’année, Alix devient duchesse de Bretagne sous la régence de son père Guy de Thouars[8].
- 6 avril : les Croisés quittent Zara pour prendre Corfou, qu’ils quittent le 24 mai[9].
- 7 avril : Guillaume des Roches prend Brissac. Quinze jours après, Philippe Auguste s’empare de Saumur[6].
- 8 avril : synode de Bilino Polje. La Bosnie reconnaît la suprématie romaine[10].

- 6 juillet : prise de la forteresse de Galata par la quatrième croisade[11].
- 11 - 17 juillet : premier siège de Constantinople[12].
- 18 juillet : capitulation de Constantinople[13]. L’empereur Alexis III Ange s’enfuit.
- 1er août : les Vénitiens rétablissent l’empereur Isaac II Ange et son fils Alexis IV Ange le Jeune (né en 1182), alliés des Croisés[14]. Ils périssent six mois plus tard étranglés par Alexis V Doukas, dit Murzuphle, porté sur le trône par une émeute anti-franque. Les Latins sont chassés de la ville et Murzuphle fait appel au sultan de Rum, Suleiman, qui ne peut intervenir. Il sera exécuté en novembre 1204 par les Latins pour régicide.

- 1er septembre : Jean sans Terre prend Tours[6].

- Octobre : Diego d’Osma est envoyé par le roi de Castille en mission diplomatique au Danemark qu'il atteint en février 1204[15]. Il traverse le Languedoc et l’Aquitaine, accompagné de Dominique de Guzman, chanoine castillan, qui constate l’extension du catharisme[16].
- Novembre : prise de Majorque[17]. Les Almohades entreprennent la conquête des Baléares.
- 13 décembre : Pierre de Castelnau et Raoul de Fontfroide, légats du pape Innocent III envoyés dans le but de convaincre le comte Raymond VI de Toulouse de mener une croisade sur ses terres, réunissent une assemblée de notables à Toulouse[18].
- Hiver 1203-printemps 1204 : campagne victorieuse des princes russes Riourik Rostislavitch, Roman Mstislavitch, Iaroslav Vsevolodovitch et autres contre les Coumans[5].

- Sanche Ier de Portugal, prend Elvas et l’Alentejo aux Almohades[19].